# Grotte de Lamalunga
La grotte de Lamalunga est un site archéologique près d'Altamura dans la ville métropolitaine de Bari, connue pour être la grotte horizontale où a été découvert l'Homme d'Altamura, un Néandertalien qui y mourut il y a environ 187.000 à 128.000 ans.

## Caractéristiques

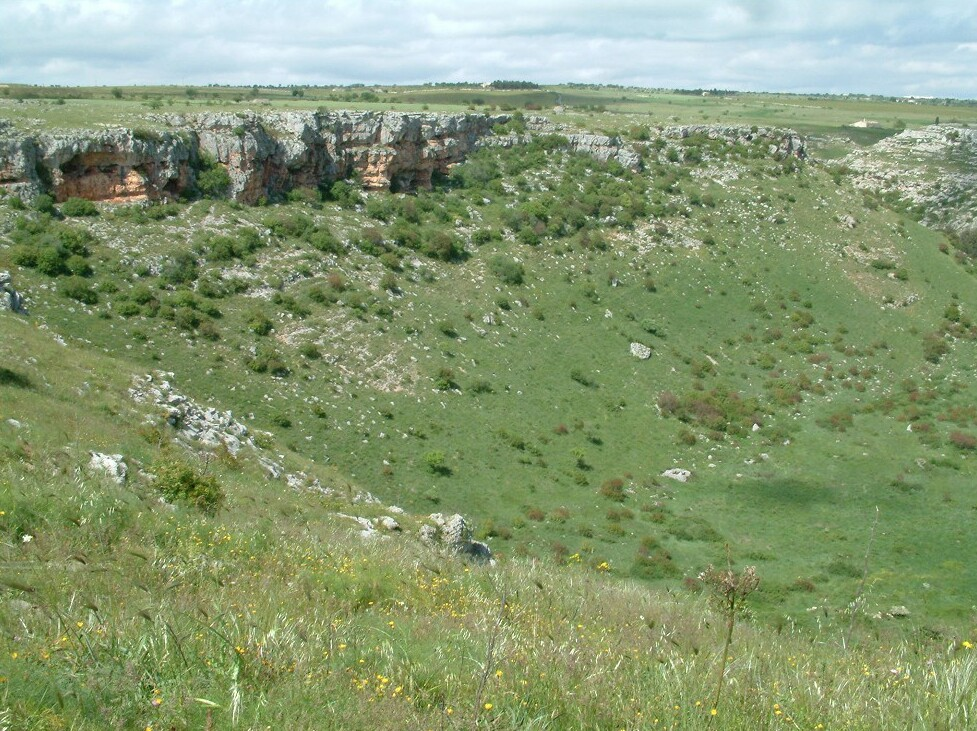
Pulo di Almatura

Cette structure karstique est située dans la zone des Murge Alte, un contexte morphologique caractérisé par des petits ravins, des dolines dont la doline d'effondrement, appelée Pulo di Altamura (it). Le paysage est caractérisé par une succession de sols caillouteux arides et une absence quasi totale de végétation.
Les affleurements géologiques de la région peuvent être identifiés comme étant du calcaire d'Altamura (Crétacé moyen supérieur).

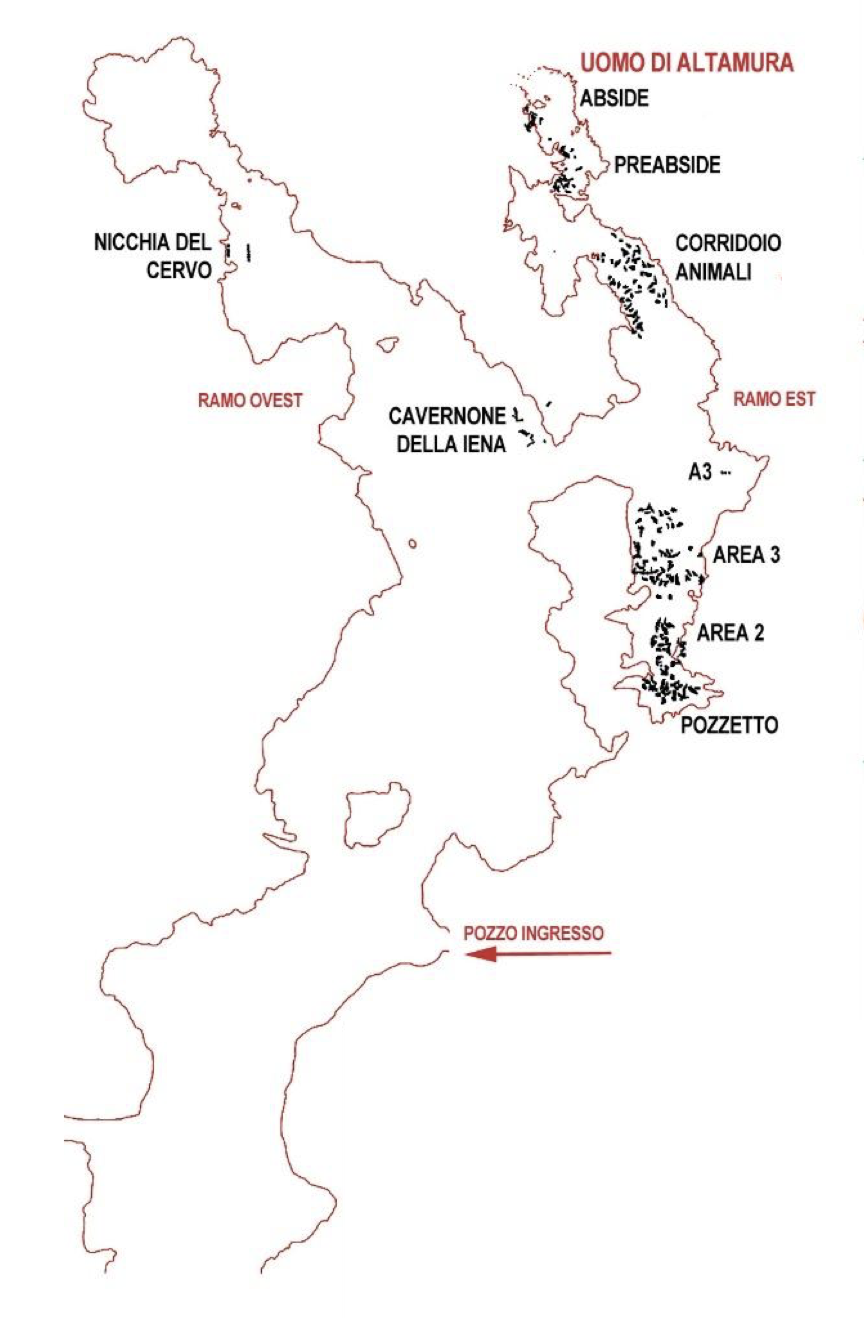
Plan de la grotte de Lamalunga

La longueur du système de grottes est d'un peu plus de 60 m, la couverture rocheuse atteint un maximum de 30 m et est couverte de spéléothèmes en de nombreux endroits, ainsi que des concrétions. L'existence d'au moins une autre entrée est démontrée par le cône de débris sous-jacent, dans la zone proche de l'entrée actuelle. Souvent, ces puits karstiques se transformaient en pièges naturels pour les animaux et les humains. Cela semble s'être produit aussi dans notre cas, à en juger par les restes d'animaux éparpillés au fond de la grotte et par le squelette de l'Homme d'Altamura qui semble s'être traîné avec le radius et une omoplate fracturée au fond d'un tunnel étroit, cherchant peut-être une issue.
À l’intérieur de la grotte, outre l’Homme d’Altamura, se trouvent également de nombreux restes d’animaux disséminés sur une grande partie de la grotte. Bien qu'il n'existe pas d'études approfondies sur eux, on a constaté qu'ils sont principalement représentés par des cervidés ; en particulier, l'espèce la plus représentée est le daim, suivi du cerf élaphe. Peu de restes peuvent en revanche être attribués aux équidés, aux hyénidés (genre Hyène tachetée ou Hyaena), au loup, au renard roux, aux bovins (genre bos ou bison), ainsi qu'aux micromammifères et lagomorphes qui ne sont pas mieux classés. Des coprolithes de hyène des cavernes sont également présentes.

## Découverte

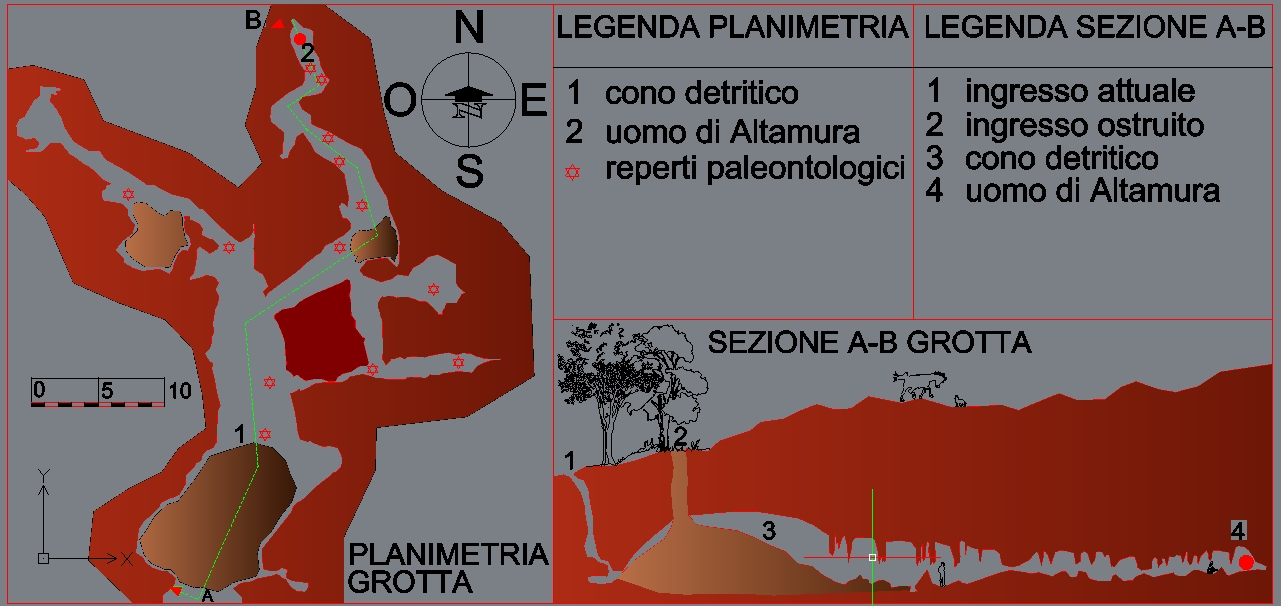
Grotte de Lamalunga

La grotte a été découverte et explorée pour la première fois en 1989 par quelques spéléologues du Centro Altamurano Ricerche Speleologiche (it) (CARS), qui se sont toutefois limités à un premier environnement puisqu'un bouchon de boue fermait la connexion avec les autres environnements, ce qui donne l'impression que la grotte est limitée à ce seul environnement. 

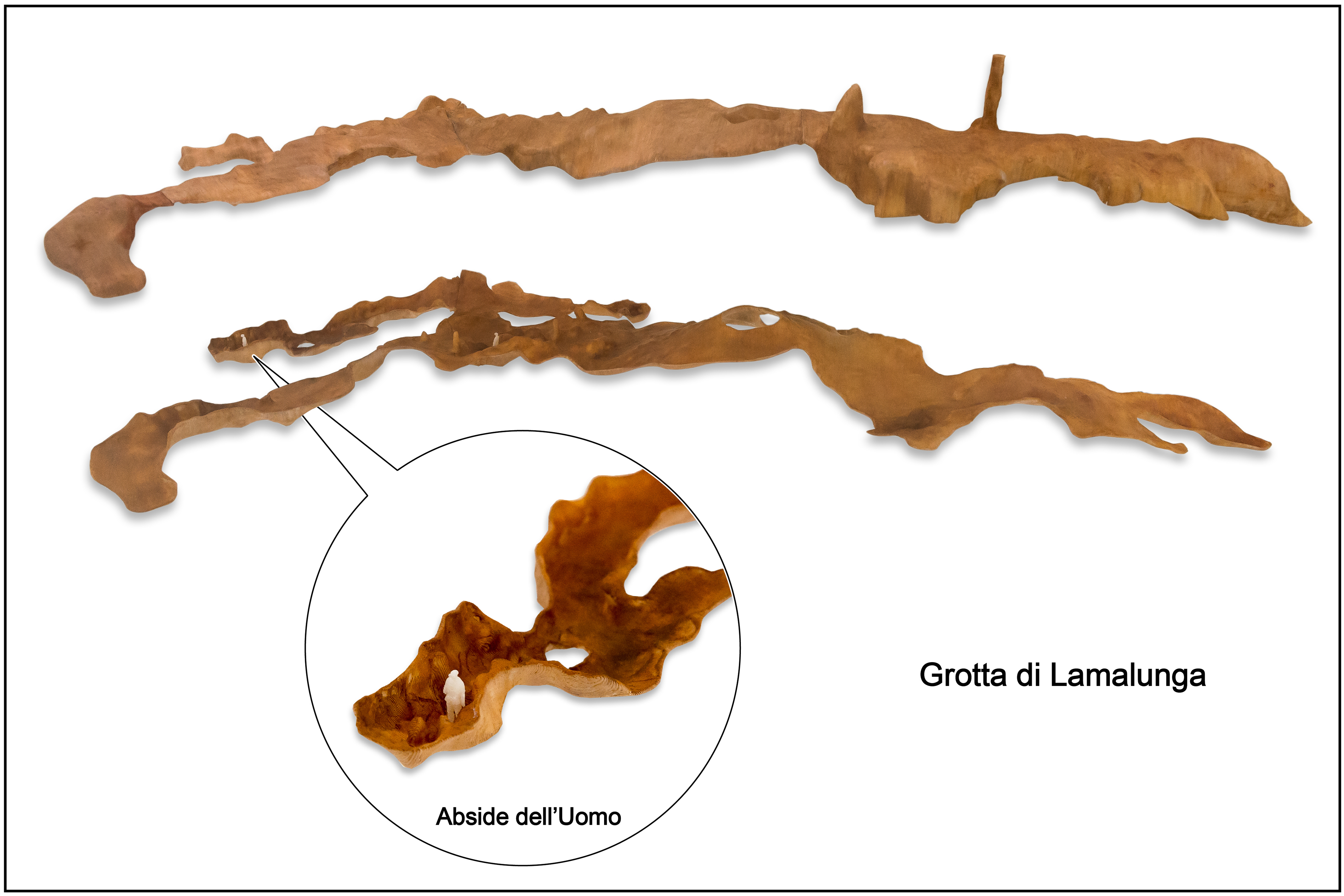

En 1991, lors d'une autre descente dans la grotte, les spéléologues du CARS ont remarqué qu'il y avait un courant d'air venant de l'autre côté de la calotte de boue, suggérant que la grotte ne se limitait pas à ce seul environnement. Ainsi commencèrent les travaux d'excavation d'un tunnel qui permettrait l'accès et l'exploration de la partie restante de la grotte ; ces travaux ont duré environ deux ans et la première exploration du tunnel principal et d'une partie des embranchements a été réalisée le 26 septembre 1993. L'exploration de la chambre principale s'est terminée le 30 septembre de la même année, lorsqu'après une centaine de mètres les opérateurs du CARS ont atteint le fond du tunnel sur lequel débouchaient deux branches, la branche ouest et la branche est, partiellement bloquées par de gros rochers effondrés.
Le matin du 7 octobre 1993, sept spéléologues du CARS redescendent dans la grotte, se divisant en deux groupes ; un groupe s'occuperait des levés topographiques tandis que l'autre groupe s'occuperait de l'exploration plus approfondie et des levés photographiques. Au cours de ces opérations Lorenzo di Lisio, suivi des deux autres membres du CAI, s'est insinué dans l'un des deux tunnels de la branche orientale, caractérisé par de nombreux restes fauniques, au bout duquel, dans ce qui fut plus tard surnommé l' abside, il découvrit le dépôt osseux avec un crâne clairement attribuable à une forme humaine.

## Galerie

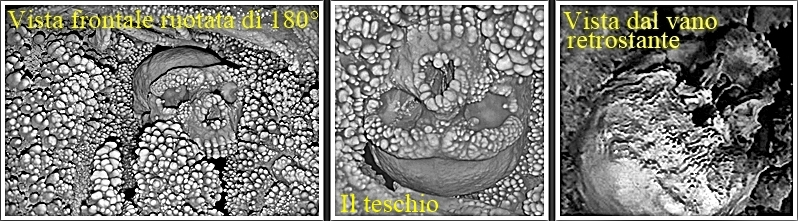
L'Homme d'Altamura, enchâssé dans les concrétions calcaires, vu sous différents angles